# Drive Like Jehu
I Drive Like Jehu sono stati un gruppo post-hardcore statunitense di San Diego, California.
Sotto la guida dei cantanti e chitarristi John "Speedo" Reis e Rick Froberg, il gruppo ha pubblicato due album e un singolo, dando mostra di uno stile all'epoca unico che avrebbe rivoluzionato più di un genere.

## Storia
I Drive Like Jehu si formano nel 1990 a San Diego per sciogliersi cinque anni dopo, a causa anche del maggiore successo dell'altra band di John Reis, i Rocket from the Crypt. Reis e Froberg provenivano dall'esperienza con i Pitchfork, una formazione hardcore degli anni 80. A loro si unirono Mike Kennedy al basso e Mark Trombino alla batteria, completando il quartetto.
Froberg, che nei Pitchfork rivestiva unicamente il ruolo del cantante, nei DLJ suonava anche la chitarra. Trombino produsse e registrò gran parte della musica dei Drive Like Jehu, mentre Froberg si occupava degli artwork per gli album e il merchandise.
Il primo album, omonimo, risale al 1991, e fu pubblicato da Cargo/Headhunter. Quel periodo coincide con la popolarità dei Nirvana, e in generale della scena rock underground americana: i Drive Like Jehu ottennero offerte da major, firmando con Interscope insieme alla band sorella Rocket from the Crypt. Nel frattempo pubblicano un singolo contenente due brani su Merge: il lato A occupato da Hand Over Fist, il lato B da Bullet Train to Vegas.
La firma con Interscope avvenne durante un tour dei Rocket from the Crypt. La label pubblicò una ristampa di Circa: Now!, secondo album dei RFTC, spingendoli a tornare in studio ma Reis tornò a lavorare con i Drive Like Jehu, pubblicando nel 1994 Yank Crime, loro secondo e ultimo album. L'album fu accolto come un netto passo avanti dal debutto. Dopo un tour che toccò Stati Uniti e Europa, i Drive Like Jehu si sciolsero nel 1995 senza troppi proclami.
Reis proseguì con i Rocket from the Crypt; Froberg suonò nei Thingy di Rob Crow prima di trasferirsi a New York per seguire la carriera di illustratore e artista; Kennedy proseguì i suoi studi di chimica; Trombino si trasformò in un produttore di rock mainstream, lavorando con gruppi di successo come blink-182 e Jimmy Eat World.
Nel 1999 Froberg e Reis tornarono a suonare insieme negli Hot Snakes.

## Stile musicale
La vena hardcore dei Drive Like Jehu, contaminata da elementi del nascente math-rock, dal noise rock dei Sonic Youth e da influenze come Black Flag, Bad Brains e Mission of Burma, è una pedina essenziale nell'evoluzione del suono hardcore degli anni 90. Tuttavia, tra le influenze citate dalla band, vi sono anche gruppi krautrock come Can e Neu!, così come le colonne sonore di Ennio Morricone e il progressive rock. Parecchi gruppi emo, post-hardcore e indie rock devono tutto 
ai Drive Like Jehu.

## Formazione
- John "Speedo" Reis - chitarra, voce
- Rick Froberg - voce, chitarra
- Mike Kennedy - basso
- Mark Trombino - batteria

## Discografia

### Album in studio
- 1991 - Drive Like Jehu
- 1994 - Yank Crime

### Singoli
- 1992 - Hand Over Fist/Bullet Train to Vegas